# 科堡 (安大略省)
科堡（Cobourg）位于加拿大安大略省东部安大略湖畔，是诺森伯兰县的县治所在，人口19,440人（2016年）。